# 英彥山神宮
英彥山神宮（ひこさんじんぐう）是位在日本福岡縣田川郡添田町英彥山的神社。舊社格為官幣中社（現神社本廳的別表神社）。通稱彦山權現，過去是日本屈指可數的修驗道靈場。

## 歷史
原是天台修驗之別格本山「靈仙寺」（現・靈泉寺）。明治維新後，由於神佛分離，改稱「英彥山神社」。1975年，改稱「英彥山神宮」。

## 画廊

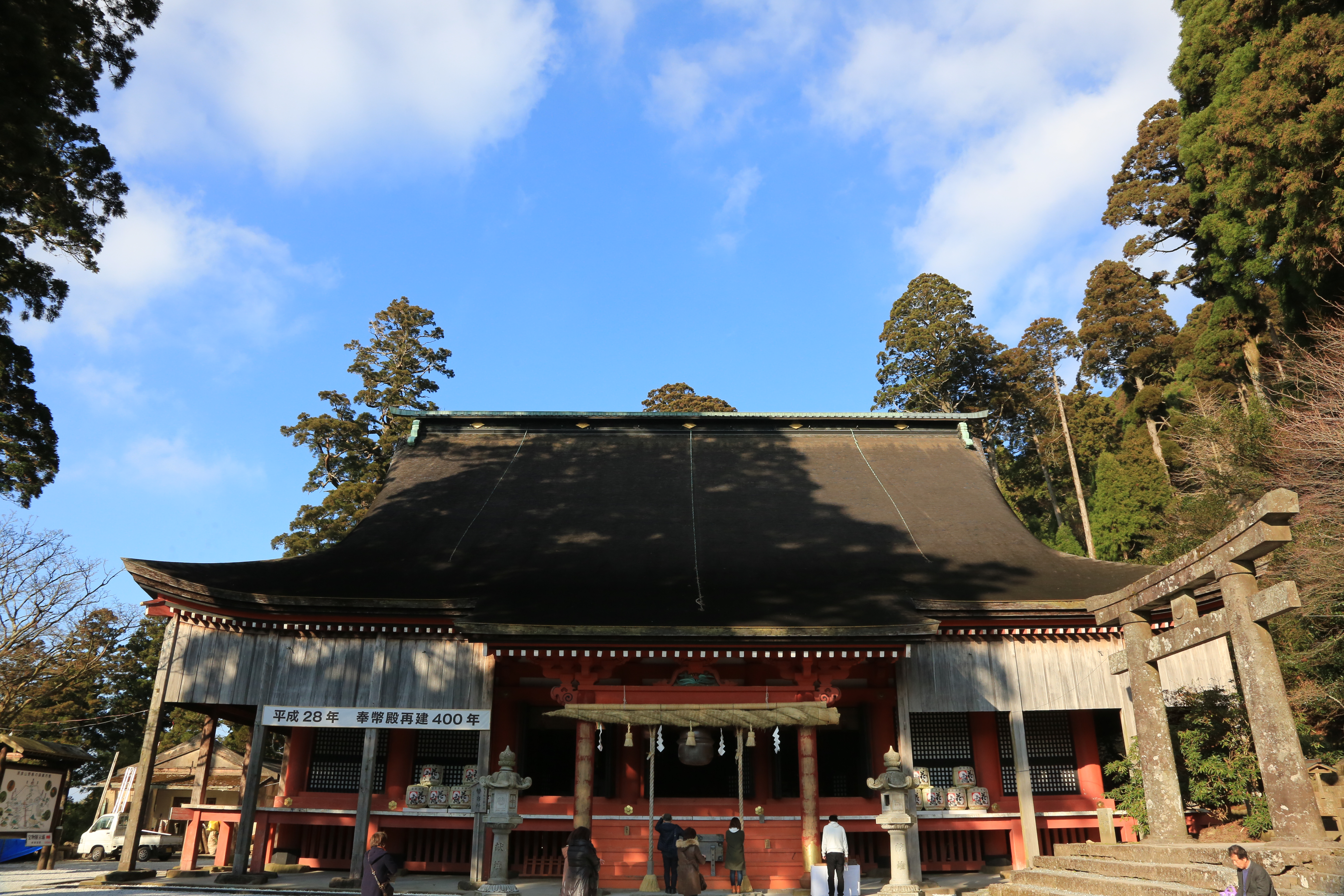
奉幣殿
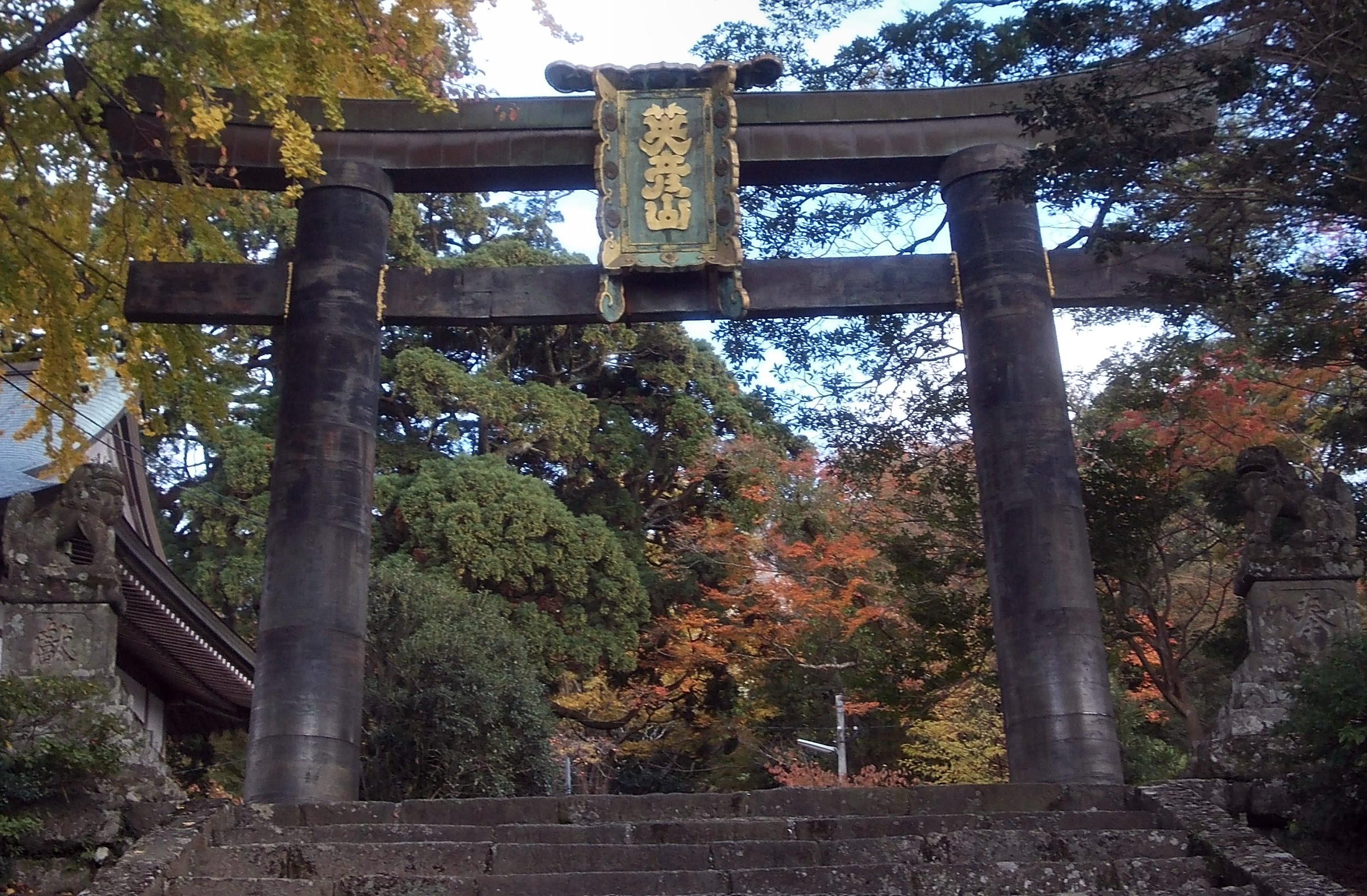
銅鳥居
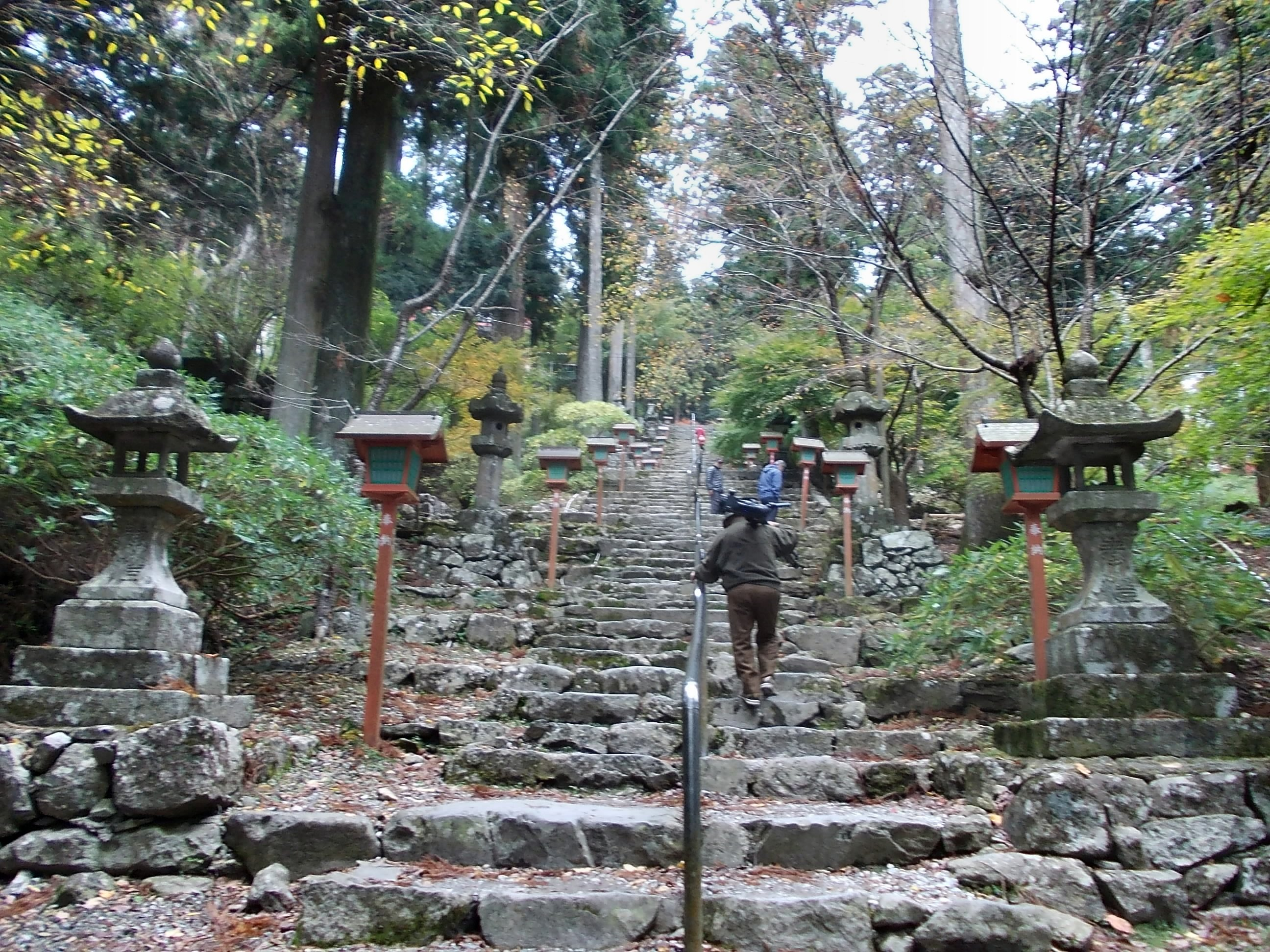
英彥山神宮表參道
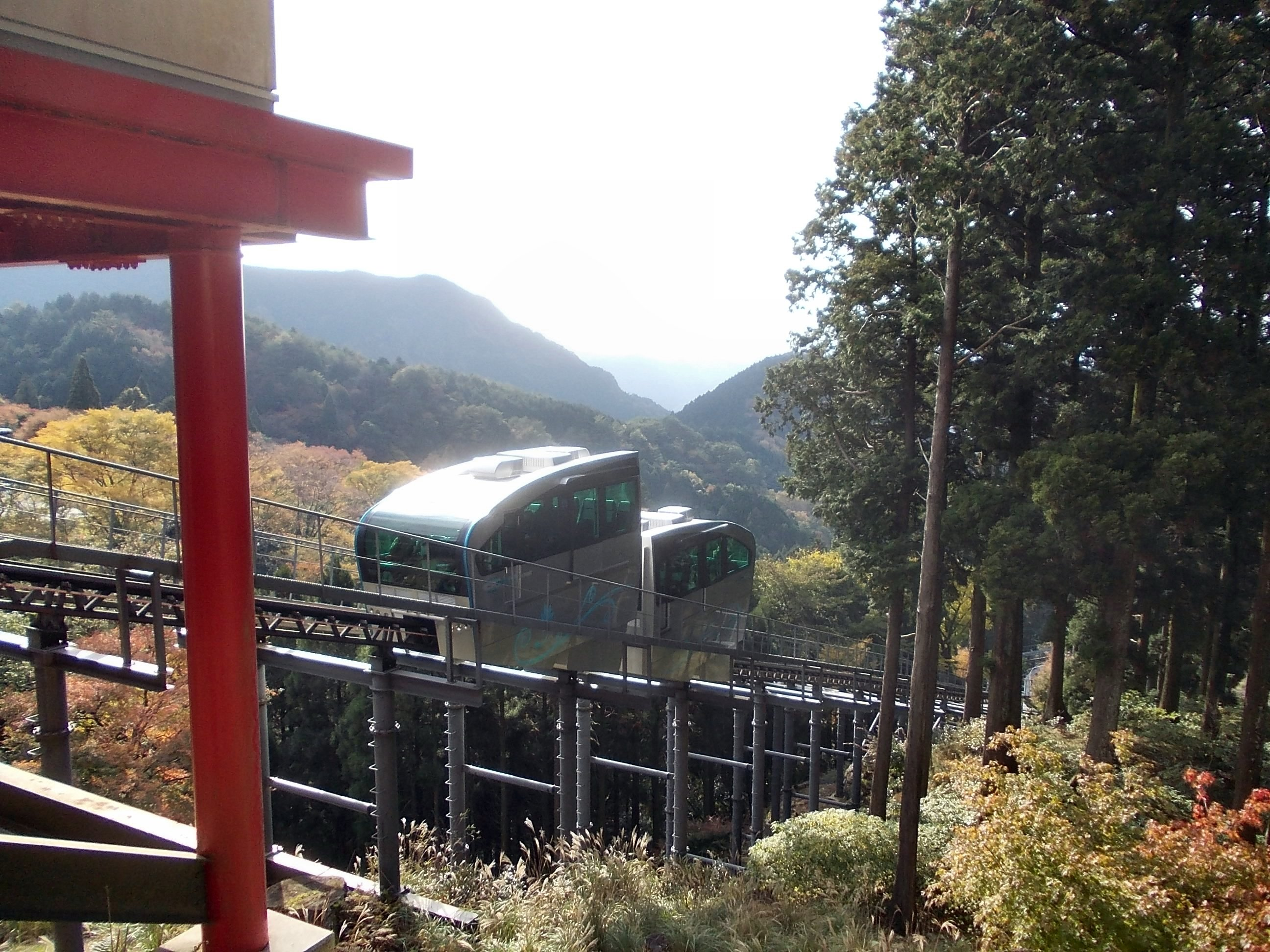
英彥山花園軌道車

## 關連項目
- 靈泉寺

## 外部連結
- 英彦山神宮 （页面存档备份，存于）